# Fish Hook Bay
Fish Hook Bay ist eine Bucht auf Rottnest Island im australischen Bundesstaat Western Australia. Die Bucht ist die westlichste Bucht der Insel.
Der Name der Bucht kommt von ihrer Form, die einem Angelhaken ähnelt.

## Geographie
Fish Hook Bay ist 120 Meter breit und 170 Meter tief. Sie öffnet sich nach Norden. Östlich der Bucht liegt die Wilson Bay und nördlich die kleine Eagle Bay, die durch die Fish Hook Bay vom Cape Vlaming getrennt wird.
Die 430 Meter lange Küstenlinie der Bucht hat keinen Strand.